# Cazzago San Martino
Cazzago San Martino är en ort och kommun i provinsen Brescia i regionen Lombardiet i Italien. Kommunen hade 10 961 invånare (2018).